# Kościół św. Dominika w Turobinie
Kościół Świętego Dominika – rzymskokatolicki kościół parafialny należący do dekanatu Turobin archidiecezji lubelskiej. Znajduje się na trasie Szlaku Renesansu Lubelskiego.

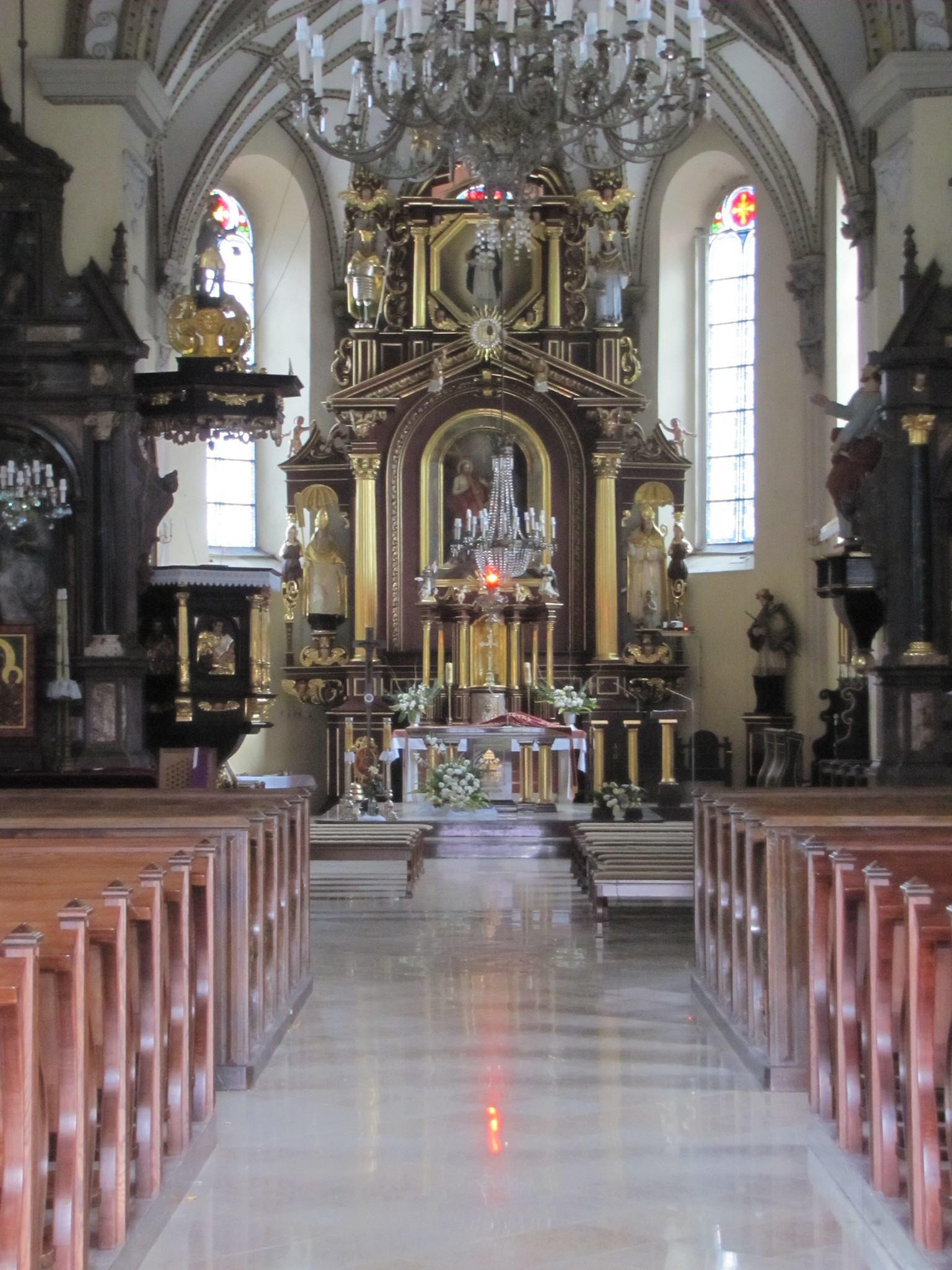
Wnętrze świątyni

Świątynia została wzniesiona około 1530 roku (powstało wtedy prezbiterium) i ufundowana przez ówczesnych właścicieli Górków, w latach 1570–1595 została zamieniona na zbór kalwiński. W latach 1620–1623 została przebudowana przez muratora Jana Wolffa, zapewne według projektu Jana Jaroszewicza, w stylu tzw. renesansu lubelskiego. Fundatorem był ordynat Tomasz Zamoyski.
Jest to jednonawowy kościół posiadający dwie symetryczne kaplice z lewej i prawej strony oraz trójbocznie zamknięte, wydłużone prezbiterium. Fasada podparta przyporą jest zwieńczona wysokim szczytem z dwiema wieżyczkami z lewej i prawej strony, ozdobionym spływami wolutowymi i ślimacznicami. W płycinie pomiędzy pilastrami jest umieszczona rzeźba Ecce homo – przedstawiająca Chrystusa ubiczowanego w cierniowej koronie. Wykonanie bogatej dekoracji sztukatorskiej pokrywającej sklepienie kościoła jest przypisywane Janowi Wolffowi. We wnętrzu świątyni znajduje się cenna płyta nagrobna (1546 rok) z płaskorzeźbą przedstawiającą pochowaną tutaj Annę Świdwinę. W późnorenesansowym ołtarzu głównym wykonanym około 1623 roku znajdują się barokowe obrazy Trójcy Świętej i św. Jana Nepomucena, pochodzące zapewne z kościoła bernardyńskiego w Radecznicy.